# Élections municipales de 1977 dans le Pas-de-Calais
Les élections municipales dans le Pas-de-Calais ont eu lieu les 13 et 20 mars 1977.

## Maires sortants et maires élus
| Commune                | Population | Maire sortant          | Parti | Parti | Maire élu              | Parti | Parti |
| ---------------------- | ---------- | ---------------------- | ----- | ----- | ---------------------- | ----- | ----- |
| Achicourt              | 7 433      | André Lancial          |       | SE    | André Lancial          |       | SE    |
| Aire-sur-la-Lys        | 9 184      | François-Xavier Becuwe |       | PR    | François-Xavier Becuwe |       | PR    |
| Annay                  | 5 139      | Étienne Jennequin      |       | PCF   | Étienne Jennequin      |       | PCF   |
| Annezin                | 5 462      | Armand Druon           |       | PS    | Armand Druon           |       | PS    |
| Arques                 | 10 042     | Benjamin Catry         |       | RPR   | Michel Lefait          |       | PS    |
| Arras                  | 46 483     | Léon Fatous            |       | PS    | Léon Fatous            |       | PS    |
| Auchel                 | 13 329     | Fernand Dégrugillier   |       | PS    | Jean-Luc Bécart        |       | PCF   |
| Avion                  | 22 894     | Léandre Létoquart      |       | PCF   | Léandre Létoquart      |       | PCF   |
| Barlin                 | 8 007      | Joseph Brabant         |       | PS    | Joseph Brabant         |       | PS    |
| Berck                  | 14 420     | Guy Malgouzou          |       | CDS   | Claude Wilquin         |       | PS    |
| Béthune                | 26 982     | Paul Breynaert         |       | DVD   | Jacques Mellick        |       | PS    |
| Beuvry                 | 8 147      | Noël Josèphe           |       | PS    | Noël Josèphe           |       | PS    |
| Billy-Montigny         | 8 834      |                        |       |       | Otello Troni           |       | PCF   |
| Blendecques            | 5 014      | Aimé Vasseur           |       | PS    | Aimé Vasseur           |       | PS    |
| Boulogne-sur-Mer       | 48 440     | Henri Henneguelle      |       | PS    | Guy Lengagne           |       | PS    |
| Bruay-en-Artois        | 25 714     | Marcel Wacheux         |       | PS    | Marcel Wacheux         |       | PS    |
| Bully-les-Mines        | 12 236     | Jean-Wilfrid Mallet    |       | PS    | Jean-Wilfrid Mallet    |       | PS    |
| Calais                 | 78 820     | Jean-Jacques Barthe    |       | PCF   | Jean-Jacques Barthe    |       | PCF   |
| Calonne-Ricouart       | 8 534      | André Mancey           |       | PCF   | Jean-Claude Lanvin     |       | PCF   |
| Carvin                 | 15 601     | Alfred Peugnet         |       | PS    | Joseph Legrand         |       | PCF   |
| Coulogne               | 5 194      | Christiane Sery        |       |       | Albert Gommez          |       |       |
| Courcelles-lès-Lens    | 5 874      | Marcel Couture         |       |       | Roland Robert          |       |       |
| Courrières             | 12 491     | Camille Delabre        |       | PS    | Camille Delabre        |       | PS    |
| Desvres                | 5 828      | Raymond Dufour         |       | PS    | Raymond Dufour         |       | PS    |
| Divion                 | 8 588      | Roland Cressent        |       | PCF   | Roland Cressent        |       | PCF   |
| Dourges                | 5 402      | Michel Briquet         |       |       | Léon Faille            |       |       |
| Étaples                | 10 559     | Jean Bigot             |       | CDS   | Jean Bigot             |       | CDS   |
| Fouquières-lès-Lens    | 7 758      | Alexandre Peckre       |       | PCF   | Alexandre Peckre       |       | PCF   |
| Grenay                 | 6 902      | Édouard Coolen         |       | PCF   | Édouard Coolen         |       | PCF   |
| Guînes                 | 5 034      | Michel Chevalier       |       | SE    | Michel Chevalier       |       | SE    |
| Haillicourt            | 5 517      | Charles Litrem         |       |       | Charles Litrem         |       |       |
| Harnes                 | 13 845     | André Bigotte          |       | PCF   | André Bigotte          |       | PCF   |
| Hersin-Coupigny        | 7 500      | Maurice Andrieux       |       | PCF   | Maurice Andrieux       |       | PCF   |
| Houdain                | 8 483      | Victor Fleuret         |       | PCF   | Victor Fleuret         |       | PCF   |
| Hénin-Beaumont         | 26 405     | Jacques Piette         |       | PS    | Jacques Piette         |       | PS    |
| Isbergues              | 5 990      | Roland Huguet          |       | PS    | Roland Huguet          |       | PS    |
| Leforest               | 8 047      | Gilbert Marquette      |       | PS    | Gilbert Marquette      |       | PS    |
| Lens                   | 40 199     | André Delelis          |       | PS    | André Delelis          |       | PS    |
| Libercourt             | 9 837      | Antoine Victor         |       | PS    | Antoine Victor         |       | PS    |
| Lillers                | 9 421      | Jacques Vincent        |       | PS    | André Rosemberg        |       | PCF   |
| Liévin                 | 33 070     | Henri Darras           |       | PS    | Henri Darras           |       | PS    |
| Longuenesse            | 9 397      | Paul Lemaire           |       | PS    | François Wulles        |       | DVG   |
| Loos-en-Gohelle        | 6 958      | Louis Duvauchelle      |       | PS    | Marcel Caron           |       | PS    |
| Marck                  | 5 735      | Léon Delplace          |       |       | Lucien Devos           |       |       |
| Marles-les-Mines       | 7 938      | Jean Wroblewski        |       | PCF   | Jean Wroblewski        |       | PCF   |
| Mazingarbe             | 8 992      | Victor Watrelot        |       | PS    | Victor Watrelot        |       | PS    |
| Méricourt              | 13 806     | Léandre Létoquart      |       | PCF   | Léandre Létoquart      |       | PCF   |
| Montigny-en-Gohelle    | 9 232      | Paul Doutréaux         |       | PCF   | Paul Doutréaux         |       | PCF   |
| Nœux-les-Mines         | 13 567     | André Fourdrinier      |       | PS    | André Fourdrinier      |       | PS    |
| Noyelles-Godault       | 5 050      | Gérard Théry           |       |       | Gérard Théry           |       |       |
| Noyelles-sous-Lens     | 8 779      |                        |       |       | Fernand Cuvellier      |       | PS    |
| Oignies                | 11 649     | Roland Bessant         |       |       | Constant Dufour        |       | PCF   |
| Outreau                | 14 731     | Raymond Splingard      |       | PS    | Raymond Splingard      |       | PS    |
| Le Portel              | 11 112     | Paul Justin            |       |       | Paul Barbarin          |       | PS    |
| Rouvroy                | 9 262      | Auguste Pidoux         |       |       | Yves Coquelle          |       | PCF   |
| Sains-en-Gohelle       | 5 186      | Mirabeau Happiette     |       | PCF   | Mirabeau Happiette     |       | PCF   |
| Saint-Laurent-Blangy   | 5 227      | Raoul Thibaut          |       | DVG   | Raoul Thibaut          |       | DVG   |
| Saint-Martin-Boulogne  | 12 341     | Jeannil Dumortier      |       | PS    | Jeannil Dumortier      |       | PS    |
| Saint-Omer             | 16 932     | Raymond Senellart      |       | DVD   | Jean Saint-André       |       | PS    |
| Saint-Pol-sur-Ternoise | 5 717      | Lucien Pignion         |       | PS    | Lucien Pignion         |       | PS    |
| Sallaumines            | 12 971     | Jules Tell             |       | PCF   | Jules Tell             |       | PCF   |
| Le Touquet-Paris-Plage | 5 370      | Léonce Deprez          |       | MDSF  | Léonce Deprez          |       | MDSF  |
| Vendin-le-Vieil        | 6 866      | Raphaël Dufour         |       | PS    | Raphaël Dufour         |       | PS    |
| Wimereux               | 6 712      | Jean Herlem            |       |       | Georget Caux           |       | PS    |
| Wingles                | 8 348      | Albert Goudin          |       |       | Albert Goudin          |       |       |